# Kubice (Nysa)
Kubice (deutsch Kaundorf) ist ein Ort in der Stadt- und Landgemeinde Nysa (Neisse) im Powiat Nyski der Woiwodschaft Oppeln in Polen.

## Geographie
Kubice liegt etwa acht Kilometer östlich von Nysa und 54 Kilometer südwestlich von Opole (Oppeln) in der Nizina Śląska (Schlesische Tiefebene). Nördlich des Dorfes fließt die Glatzer Neiße. Durch den Ort verläuft die Droga wojewódzka 407. Der Bahnhof Kubice liegt an der Bahnstrecke Nysa–Opole. Durch den Ort fließt der Skowronski Potok.
Nachbarorte von Kubice sind im Westen Wyszków Śląski (Wischke), im Nordosten Mańkowice (Mannsdorf) und im Süden Domaszkowice (Ritterswalde).

## Geschichte

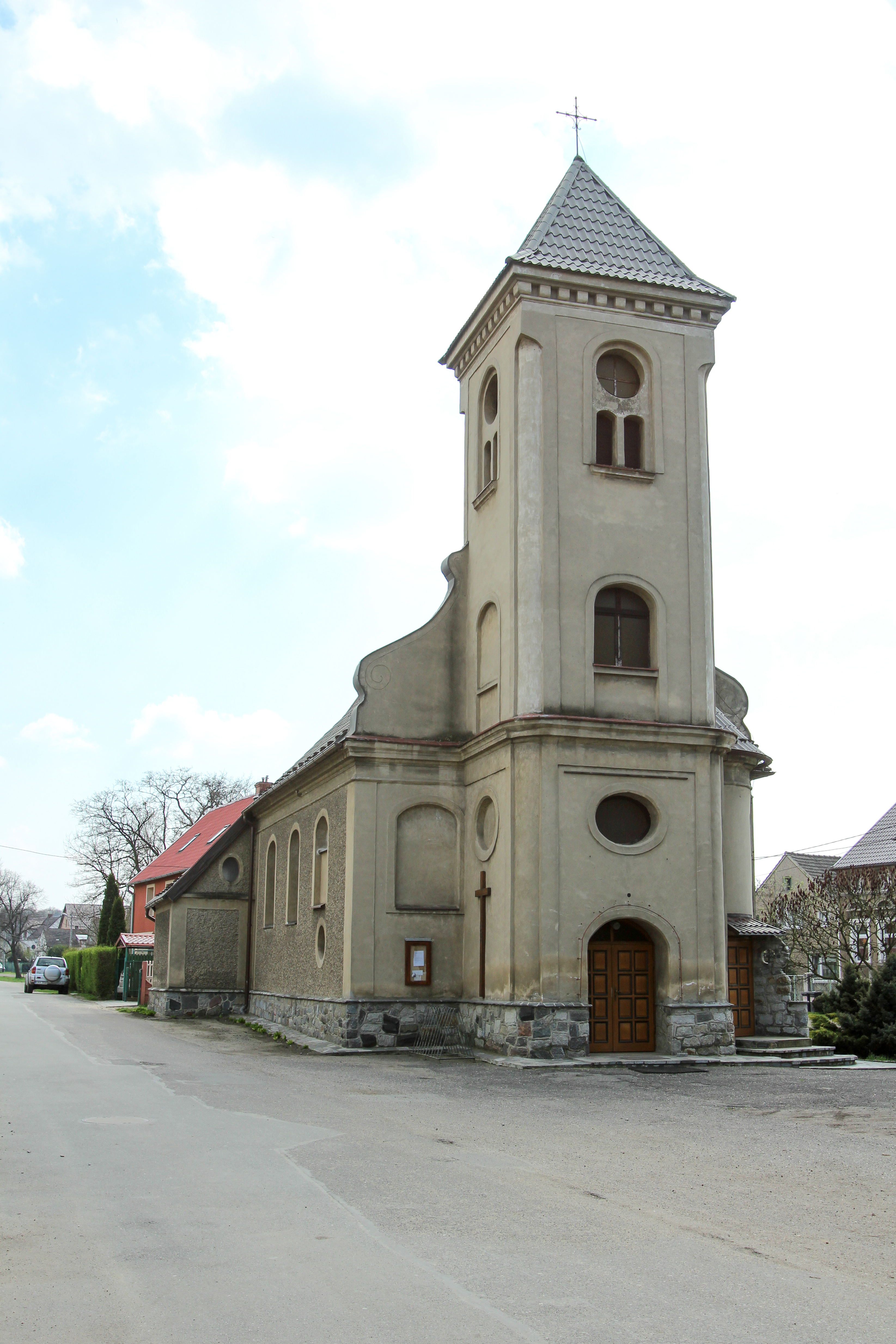
Mariä-Himmelfahrt-Kirche

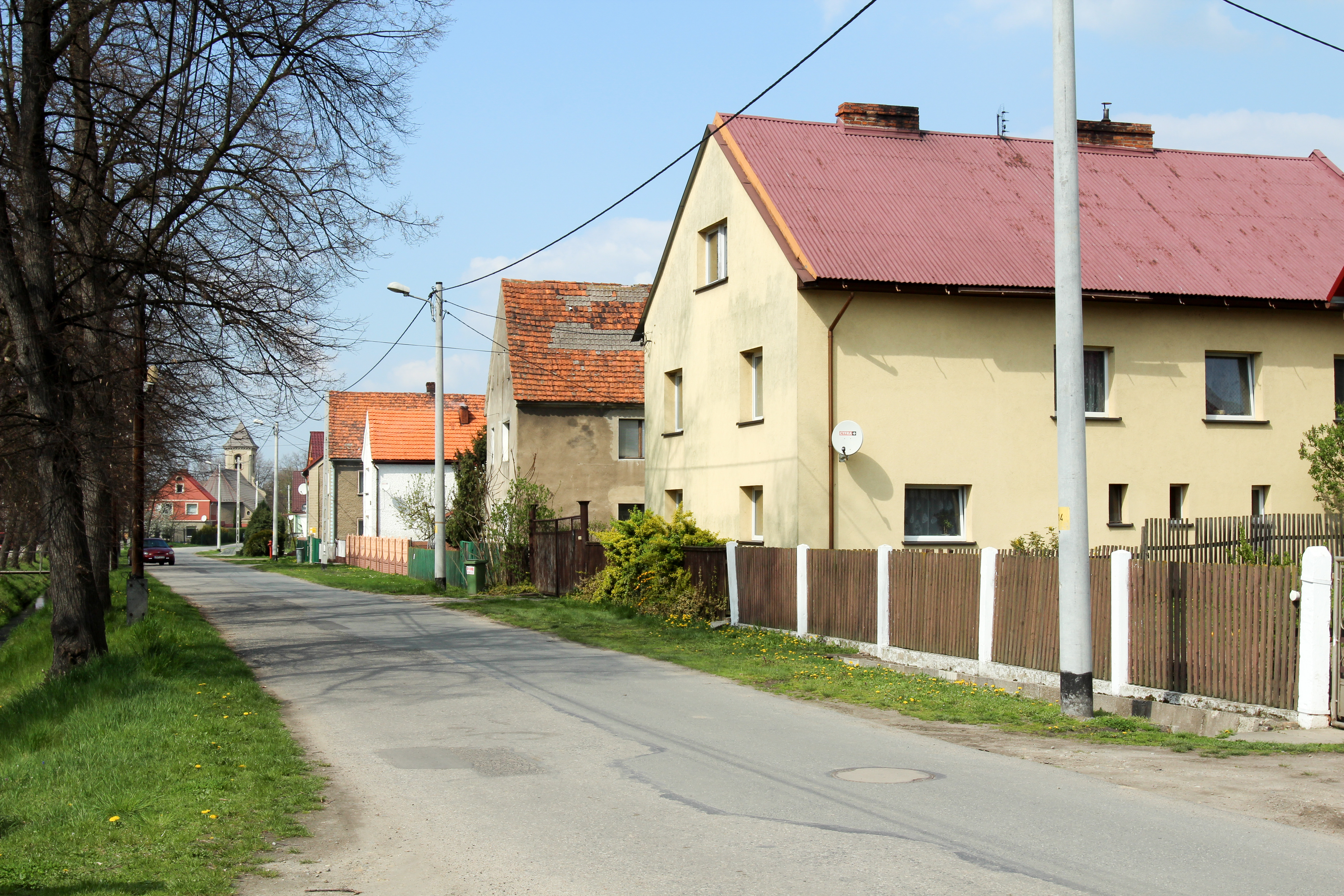
Dorfpartie

„Cubytz“ wurde erstmals im Breslauer Zehntregister Liber fundationis episcopatus Vratislaviensis aus den Jahren 1295–1305 erwähnt. Für das Jahr 1372 ist es in der Schreibweise Kubindorf belegt.
Nach dem Ersten Schlesischen Krieg 1742 fiel Kaundorf mit dem größten Teil Schlesiens an Preußen.
Nach der Neuorganisation der Provinz Schlesien gehörte die Landgemeinde Kaundorf ab 1816 zum Landkreis Neisse, mit dem es bis 1945 verbunden blieb. 1845 bestanden eine rittermäßige Scholtisei, eine katholische Schule und weitere 64 Häuser. Im gleichen Jahr lebten in Kaundorf 402 Menschen, allesamt katholisch. 1855 waren es 412 Einwohner. 1865 zählte der Ort eine Erbscholtisei, 18 Bauernhöfe, 20 Gärtner- und 20 Häuslerstellen. Die katholische Schule wurde im gleichen Jahr von 68 Schülern besucht. 1874 wurde der Amtsbezirk Neunz gegründet, der aus den Landgemeinden Kaundorf, Neunz und Wischke bestand. Am 1. Oktober 1887 wurde die Bahnstrecke Oppeln–Neisse eröffnet. 1885 lebten 515 Einwohner in Kaundorf. 1933 waren es 434 und 1939 450 Einwohner.
Als Folge des Zweiten Weltkriegs fiel Kaundorf 1945 mit dem größten Teil Schlesiens an Polen und wurde in Kubice umbenannt. Die deutsche Bevölkerung wurde 1946 vertrieben. Die neu angesiedelten Bewohner waren teilweise Zwangsumgesiedelte aus Ostpolen, das an die Sowjetunion gefallen war. 1950 kam Kubice zur Woiwodschaft Opole. 1999 wurde es dem Powiat Nyski eingegliedert.

## Sehenswürdigkeiten
- Römisch-katholische Mariä-Himmelfahrt-Kirche (Kościół Wniebowzięcia Najświętszej Marii Panny)
- Empfangsgebäude des Bahnhofs Kubice
- Wegekapelle aus Backstein mit Marienstatue und Jesu-Gemälde
- Marienkapelle
- Wegekreuz

## Vereine
- Fußballverein LZS Kubice
- Freiwillige Feuerwehr OPS Kubice